# Boris Christoff

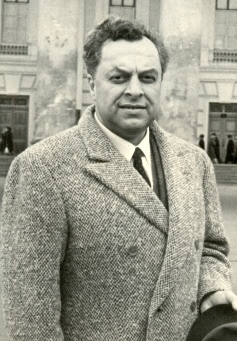
Борис Христов. Москва. 1970 г.

Boris Christoff (Plovdiv, Bulgária 18 de maio, de 1914 — Roma, Itália, 28 de junho, 1993) foi um cantor de ópera búlgaro.

Christoff mostrou cedo o seu talento musical cantando no coral da Catedral de Alexandre Nevsky (Bulgária). No fim da década de 1930 ele se graduou em direito e começou seu trabalho como magistrado. Entretanto ele continuou cantando no Coral Gusla em Sofia, conseguindo ser o solista em 1940.
Depois de ser convidado a aparecer em recitais na Áustria em 1944 e 1945, Christoff retornou para Itália em dezembro de 1945. Fez sua estréia em óperas como Colline na ópera La Bohème de Puccini em Reggio Calabria dia 12 de março de 1946. Nos anos seguintes ele apareceu em muitos papéis no La Scala de Milão, La Fenice de Veneza, na Ópera de Roma, no Covent Garden em Londres e em teatros em Nápoles Barcelona, Lisboa, Rio de Janeiro, entre outros.
Em 1950 foi convidado a cantar no Metropolitan Opera de Nova Iorque mas foi proibido de entrar nos Estados Unidos pela Immigration and Nationality Act of 1952, pois cidadãos do leste foram proibidos de entrar no país, então o papel foi interpretado pelo jovem baixo Cesare Siepi. Depois de todas as restrições terem sido abolidas, fez sua estréia nos Estados Unidos em 1956 na Ópera de São Francisco. Recusou todos os convites do Metropolitan Opera. Depois de ter se ausentado dos palcos em 1964 por causa de um tumor cerebral, ele voltou em 1965. Em 1967 foi para a Bulgária pela primeira vez desde 1945, nesta ocasião para o funeral de sua mãe.
Boris era cunhado do barítono italiano Tito Gobbi.

## Voz e repertório
O instrumento vocal de Christoff foi de uma excelente qualidade e de tons distintos e memoráveis. Era como todos os grandes baixos eslovacos, Fyodor Stravinsky, Lev Sibiriakov, Vladimir Kastorsky, Feodor Chaliapin, Alexander Kipnis e Mark Reizen. 
Cantou muitas obras de Verdi e de compositores russos, como por exemplo Tsar Boris de Boris Godunov de Mussorgsky, Philip II de Don Carlo de Verdi, Mephistophelesde Faust de Gounod e Mefistofele de Boito, Ivan Susanin de A Life for the Tsar de Glinka, Zaccaria de Nabucco de Verdi, Tsar Ivan de Ivan the Terrible de Rimsky-Korsakov, Dosifei de Khovanschchina de Mussorgsky, 'Gomez da Silva de Ernani de Verdi, Fiesco de Simon Boccanegra de Verdi, Attila de Attila de Verdi, Padre Guardiano de La Forza del Destino de Verdi, Galitzky e Kontchak de Prince Igor de Borodin entre outros.
Foi um cantor muito admirado por ter gravado mais de duzentas músicas russas de Mussorgsky, Tchaikovsky, Rimsky-Korsakov, Glinka, Borodin, Cui, Balakirev e músicas tradicionais russas.
Em 1955 teve o seu contrato com o La Scala interrompido, devido a conflitos com o búlgaro Nicolai Ghiaurov.

## Discografia selecionada
- Parsifal de Richard Wagner; Vittorio Gui, direttore; Orchestra Sinfonica della RAI-Radio Audizioni Italiane; Boris Christoff (Gurnemanz); Maria Callas (Kundry); Africo Baldelli (Parsifal); Rolando Panerai (Amfortas) - 1950, Fono Entreprise (2001)
- Boris Godunov di Modest Mussorgsky; Issay Dobrowen, direttore; Orchestre Nationale de la Radiodiffusion Française; Boris Christoff (Boris Godunov); Nicolai Gedda (Il pretendente); Kim Borg (Andrey Shelkalov); Eugenia Zareska (Fëdor II); Ludmilla Lebedeva (Xsenija) - 1952, Pearl (2003)
- Don Carlo di Giuseppe Verdi; Gabriele Santini, direttore; Orchestra e Coro del Teatro dell'Opera di Roma; Boris Christoff (Filippo II); Antonietta Stella (Elisabetta di Valois); Tito Gobbi (Rodrigo); Mario Filippeschi (Don Carlo); Giulio Neri (Grande inquisitore); Elena Nicolai (Eboli) - 1954, EMI
- Don Carlo di Giuseppe Verdi; Gabriele Santini, direttore; Orchestra e Coro del Teatro alla Scala; Boris Christoff (Filippo II); Antonietta Stella (Elisabetta di Valois); Ettore Bastianini (Rodrigo); Flavio Labò (Don Carlo); Ivo Vinco (Grande inquisitore); Fiorenza Cossotto (Eboli) - 1961, Deutsche Grammophon